# 魏小东
魏小东（1961年5月—），福建漳州人。男，汉族。中华人民共和国政治人物。1983年8月参加工作，1983年5月加入中国共产党。厦门大学计划经济系计划统计专业毕业。現任北京市政协主席。

## 生平
1979年9月，在厦门大学计划经济系计划统计专业学习。1983年8月，任劳动人事部编制局干部。1987年1月，任劳动人事部编制局、人事部地编司干部。1990年9月，任人事部地编司副处长。
1994年8月，进入中央机构编制委员会办公室，任三司三处处长。2000年5月，任一司副司长。2002年3月，任综合司副司长。2004年12月，任综合司司长（其间：2005年7月至2006年8月，挂职任中共郑州市委副书记）。2007年6月，任二司司长。2010年1月，任四司司长。
2010年10月，任中共洛阳市委副书记。2011年9月，任中共鹤壁市委副书记，市人民政府市长。2013年，当选第十二届全国人民代表大会河南地区代表。2013年4月，任中共鹤壁市委书记。2015年4月，任中共商丘市委书记。
2016年8月，任中央机构编制委员会办公室副主任。

### 北京市
2017年4月，任中共北京市委常委、组织部部长。
2021年1月，当选北京市人大常委会副主任，2月任市人大常委会党组副书记、北京市总工会主席。
2021年8月，任北京市政协党组书记。2022年1月9日，当选为北京市政协主席。